# Hyperion Entertainment
Hyperion Entertainment ist ein belgisches Unternehmen mit Sitz in Brüssel, das im März 1999 gegründet wurde, und sich zunächst im Wesentlichen mit Portierungen bekannter Spiele auf MacOS, Linux und Amiga befasste. Später kam die Übernahme der AmigaOS-Entwicklung hinzu.

## Betriebssystem AmigaOS
Seit 2001 arbeitet die Firma im Auftrag von Amiga Inc. zusammen mit einer Gruppe – hauptsächlich freiwilliger – Entwickler an der Weiterentwicklung des Betriebssystems AmigaOS für PowerPC-basierte Hardware. Zuerst stand das System für den AmigaOne der britischen Firma Eyetech zur Verfügung.
Seit 2009 hat Hyperion eigene Rechte am AmigaOS4. Inzwischen existieren neben einer „Classic“-Version für PowerPC-Turbokarten der Commodore-Amigas außerdem Versionen für die Mainboards der Baureihe SAM440 und Sam460 (AmigaOne 500) der Firma ACUBE Systems und für den Pegasos-II der Firma Genesi. Des Weiteren werden AmigaOne X1000, X5000 und A1222 von A-Eon unterstützt.

## Spiele-Portierungen (Auswahl)

### AmigaOS
- Gorky 17
- Heretic 2
- Quake 2
- Shogo: Mobile Armor Division
- Conflict: Freespace

### Linux
- Gorky 17
- Shogo: Mobile Armor Division
- SiN

### Mac OS
- Shogo: Mobile Armor Division